# 試製四式七糎噴進砲
試製四式七糎噴進砲（しせい4しき7せんちふんしんほう）は、第二次世界大戦末期に大日本帝国陸軍が製造した対戦車ロケット弾発射器。本砲が使用する噴進穿甲榴弾に対し、噴進弾を表わす秘匿名称の「ろ弾」と、穿甲榴弾を表わす秘匿名称の「タ弾」を合わせた「ロタ弾」という秘匿名称が与えられたことから、本砲は「ロタ砲」とも呼ばれる。
ドイツのパンツァーシュレックやアメリカのバズーカに類似した携帯式ロケットランチャーではあるが、使用する噴進弾は一般的な翼安定式ではなく、底部にあいた6個の孔から斜め（25度の角度）に吹き出すロケット噴進による旋動（スピン）安定式で、形状も先端に丸みのある旧型の砲弾の弾丸に近い。また発火方式として電気発火式ではなく撃発式を用いる。
1943年（昭和18年）4月頃にドイツから潜水艦によってパンツァーシュレックの図面がもたらされた。しかし軍上層部は、1943年（昭和18年）6月以降、兵器開発の予算や資材を航空機や高射砲に集中させ、地上兵器の開発を一時凍結し、あるいは生産を極端に抑制する方針を取った。加えて本砲の開発の際には、前年に発覚したゾルゲ事件等のため、ドイツ側の技師と日本側の開発担当官との間に不和が発生した。
これらの悪条件が重なったことで、試製四式七糎噴進砲の開発は遅延と停滞を重ね、実戦配備されるのは終戦間際になってからであった。

## 構造

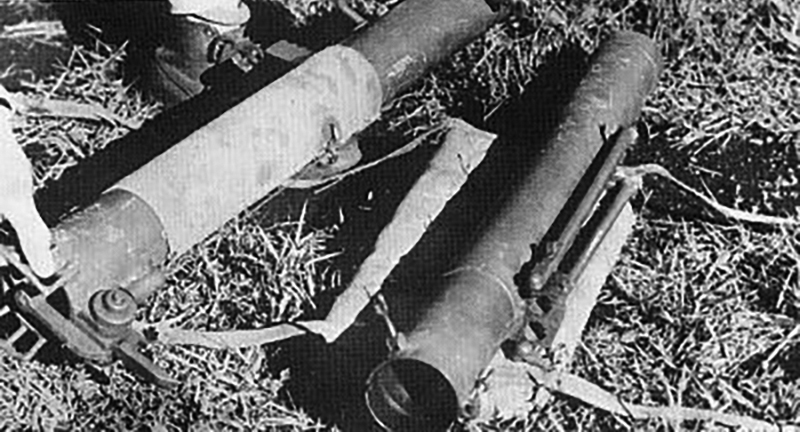
分解された噴進砲。

### 発射器
砲身は全長1500mm、厚さ2mm、内径74.0mm、前方砲身と後方砲身に分解でき、背負具で携行することにより一人で持ち運ぶことができた。前方砲身（長さ750mm、重量3.9kg）と後方砲身（長さ750mm、重量4.1kg）は3個のボルトと蝶ナットで結合する。
前方砲身の前方左側に照星を溶接してある。照準は簡易な固定式で、射程50mと100mの二種の照星が用意されていた。後方には砲を支える脚托架と脚（共に九九式軽機関銃と同じもの）が付いている。脚は開閉式で持ち運ぶときには前方に閉じることができる。また脚托架には脚を固定する凹みが二ヶ所あるため、脚の角度を変えることができ、必要に応じて高姿勢と低姿勢をとることができる。
後方砲身の前端左側に照門、前端下部に托環（簡単な取っ手）、その後方に握把（グリップ）が右に偏った状態で取り付けてあり、握把の近辺に引環（引鉄の役割をするリング）がある。引環は撃発機から握把の前へと拉縄（発射するための引き紐）をのばしてきた終端であり、これを引くと撃発機が作動した。拉縄は二ヶ所の拉縄托環（砲身につけられた小さな環）を通し、握把の前へ誘導されている。さらに砲身後端の上部には撃発機、下部には弾丸止（装填した弾丸が落下するのを防ぐ装置）がつけられている。砲尾には地面との接触で砲が変形・破損するのを防ぐために砲尾托架が溶接されていた。
発射時には、まず砲身後端の撃鉄槓桿（撃鉄レバー）を起こし、軸受（撃鉄槓桿と撃鉄の回転軸となる）の左にある止ねじを締めて撃鉄槓桿と撃鉄とを一体にし、両者が連動して動作するようにする。次いで撃鉄槓桿を前方に倒し、撃鉄脱桿（シアーに相当）と噛み合わせて止める。これによって砲尾を塞ぐ形になっていた撃鉄が上方に持ち上がり、撃発準備が整うと共に弾薬が装填可能となる。弾尾が弾丸止に掛かるまで弾丸を装填して引環を引くと、引環に繋がった拉縄を介して撃鉄脱桿が撃鉄槓桿を開放する。それに連動して撃鉄が撃鉄ばねの反発力によって落ち、撃鉄の先端に固定された撃針が爆管を叩き弾丸を発射する。
射撃時には、射手は顔と目を保護するため防焔布と防塵眼鏡を装着した。防焔布は上部に全長1.28mの結び紐が付いた長方形の木綿製の布で、眼の部分が開いており、頭部全体を覆えるものだった。脚を起こして砲を置き、射手と装填手は砲身に対してそれぞれ30度の角度を開いて伏せた。射手は砲左側に伏せ、右肩に砲後端を乗せて保持、左手で托環、右手で握把を握り、照準した。狙う個所は戦車の前面下部である。

### 砲弾
使用する弾種は試製四式七糎噴進穿甲榴弾（秘匿名称：七糎ロタ弾）のみで、弾径72mm、全長359mm、炸薬710g、推進薬260g、全備弾量4.08kgだった。信管は試製四式瞬発信管「穿」を弾頭部に装着した。爆管は四式点火管を用いたが、不良のため不発や遅発が多かった。発射すると、7本の円筒状推進薬が燃焼して弾底の6個の孔から25度の角度でガスを噴出し、右方向に旋動しながら飛翔する。装薬の燃焼時間は約0.4秒、初速は100m/s、燃焼完了時の存速は約160m/s、回転は毎分10,000回、実用射程は200mだった。貫徹能力は、着角60～90度で80mmの鋼板を貫通した。命中率は射程100mで約6割であり、ロケット弾の常として精度は低かった。発射速度は毎分4～6発だった。本弾薬は1944年（昭和19年）度から終戦にかけて相模陸軍造兵廠で約47,600発製造された。また終戦時に大阪陸軍造兵廠枚方製造所に完成品約1,600発と半途品約1,500発があった。

## 派生型
試製四式七糎噴進砲とほぼ同様の構造で、弾体を93.5mmに増径し120mm前後の貫徹能力を持たせた試製九糎噴進砲も試作されているが、本格的な生産配備には至らないまま終戦を迎えている。この試製九糎を元に、日本陸軍の空挺部隊である挺進連隊への配備も想定し、砲身長を1200mmに短縮して可搬性を向上させた試製九糎空挺隊用噴進砲も試作されている。
中国では朝鮮戦争で鹵獲したM20スーパーバズーカをコピーして51式90毫米反坦克火箭筒を開発した際、瀋陽の第52兵工廠（前身は陸軍造兵廠南満工廠）に残っていた試製四式七糎噴進砲の資料を活用しており、この影響でM20スーパーバズーカの弾を90mm口径とした241型90毫米尾翼式反坦克火箭弹と共に、試製四式七糎噴進砲のロタ弾を90mm口径とした135型90毫米反坦克火箭破甲弹を使用可能となっている。

### 類似兵器
- 八糎噴進砲

日本海軍が開発した対戦車ロケット発射器。
砲身長は1.5 m、全備重量約14㎏。砲身は円筒状ではなく、薄板使用の六角形である。
弾量5.8㎏の対戦車ロケット弾を初速130m/sで発射した。装甲に対する貫通力は80㎜、実用射程距離は約100ｍであり、散布半径は1mであった。

## 現存砲
現存する本砲のうちの1門がスミソニアン国立航空宇宙博物館 スティーブン F. ユードバー ハジーセンター(Smithsonian National Air and Space Museum Steven F. Udvar-Hazy Center)にて展示されている。
日本国内では、1988年に熊本城の備前堀から1門が出土した。アメリカ製のブローニングM2 12.7mm機関銃と共に出土しており、戦後に廃棄されたものと考えられている。